# Асагое Сінобу
Асагое Сінобу (яп. 浅越しのぶ, нар. 28 червня 1976) — колишня японська тенісистка. Розпочала професійну кар'єру в 1997, закінчила — в 2006 році.

## Найважливіші фінали

### Олімпійські ігри

#### Парний розряд: 1 bronze final
| Результат | Рік  | Місце | Покриття | Партнер    | Опоненти                       | Рахунок  |
| --------- | ---- | ----- | -------- | ---------- | ------------------------------ | -------- |
| 4-е місце | 2004 | Афіни | Тверде   | Суґіяма Ай | Паола Суарес Патрісія Тарабіні | 3–6, 3–6 |

## Фінали турнірів WTA

### Одиночний розряд: 3 поразки
| Легенда                       |
| ----------------------------- |
| Турніри Великого шолома (0–0) |
| Турніри WTA (0–0)             |
| Tier I (0–0)                  |
| Tier II (0–0)                 |
| Tier III (0–1)                |
| Tier IV & V (0–2)             |

| Результат | Ранг | Дата           | Турнір                                   | Покриття | Опонент            | Рахунок       |
| --------- | ---- | -------------- | ---------------------------------------- | -------- | ------------------ | ------------- |
| Поразка   | 1.   | 15 червня 2003 | Бірмінгем, Велика Британія               | Трава    | Магдалена Малеєва  | 1–6, 4–6      |
| Поразка   | 2.   | 16 січня 2004  | Moorilla Hobart International, Австралія | Тверде   | Емі Фрейзер        | 3–6, 3–6      |
| Поразка   | 3.   | 8 січня 2005   | ASB Classic, Нова Зеландія               | Тверде   | Катарина Среботнік | 7–5, 5–7, 4–6 |

### Парний розряд: 12 (8–4)
| Легенда                       |
| ----------------------------- |
| Турніри Великого шолома (0–0) |
| Турніри WTA (0–0)             |
| Tier I (1–1)                  |
| Tier II (1–0)                 |
| Tier III (4–2)                |
| Tier IV & V (2–1)             |

| Результат | Ранг | Дата            | Турнір                                   | Покриття | Партнер            | Опоненти                                 | Рахунок        |
| --------- | ---- | --------------- | ---------------------------------------- | -------- | ------------------ | ---------------------------------------- | -------------- |
| Перемога  | 1.   | 16 червня 2002  | Birmingham Classic, Англія               | Трава    | Ельс Калленс       | Кімберлі По Наталі Тозья                 | 6–4, 6–3       |
| Перемога  | 2.   | 6 жовтня 2002   | Japan Open (теніс), Японія               | Тверде   | Міягі Нана         | Світлана Кузнецова Аранча Санчес Вікаріо | 6–4, 4–6, 6–4  |
| Поразка   | 1.   | 30 березня 2003 | Мастерс Маямі, USA                       | Тверде   | Nana Miyagi        | Лізель Губер Магдалена Малеєва           | 4–6, 6–3, 5–7  |
| Поразка   | 2.   | 6 квітня 2003   | Sarasota, USA                            | Ґрунт    | Nana Miyagi        | Liezel Huber Мартіна Навратілова         | 6–7(8–10), 3–6 |
| Перемога  | 3.   | 16 січня 2004   | Moorilla Hobart International, Австралія | Тверде   | Окамото Сейко      | Ельс Калленс Барбара Шетт                | 2–6, 6–4, 6–3  |
| Перемога  | 4.   | 7 серпня 2004   | Мастерс Канада, Канада                   | Тверде   | Суґіяма Ай         | Liezel Huber Тамарін Танасугарн          | 6–0, 6–3       |
| Перемога  | 5.   | 10 жовтня 2004  | Токіо, Японія                            | Тверде   | Катарина Среботнік | Дженніфер Гопкінс Машона Вашінгтон       | 6–1, 6–4       |
| Перемога  | 6.   | 8 січня 2005    | ASB Classic, Нова Зеландія               | Тверде   | Katarina Srebotnik | Ліенн Бейкер Франческа Любіані           | 6–3, 6–3       |
| Поразка   | 3.   | 9 жовтня 2005   | Токіо, Японія                            | Тверде   | Марія Венто-Кабчі  | Хісела Дулко Марія Кириленко             | 5–7, 6–4, 3–6  |
| Перемога  | 7.   | 16 жовтня 2005  | Bangkok, Таїланд                         | Тверде   | Gisela Dulko       | Кончіта Мартінес Вірхінія Руано Паскуаль | 6–1, 7–5       |
| Поразка   | 4.   | 5 березня 2006  | Abierto Mexicano TELCEL, Мексика         | Ґрунт    | Емілі Луа          | Анна-Лена Гренефельд Меган Шонессі       | 1–6, 3–6       |
| Перемога  | 8.   | 9 квітня 2006   | Amelia Island Турніри, USA               | Ґрунт    | Katarina Srebotnik | Liezel Huber Саня Мірза                  | 6–2, 6–4       |